# František Kovářík
František Kovářík (1. října 1886 Plzeň – 1. října 1984 Praha) byl český herec.

## Život
Narodil se v rodině kameníka mezi osmi dětmi. Brzy jej zaujalo divadlo, působil mezi ochotníky. V letech 1903–1908 působil jako ochotník v Ludvíkově divadelní společnosti mezi krajany v USA, po návratu do Čech hrál do roku 1912 v několika venkovských divadelních společnostech, v letech 1913–1915 byl členem Švandova divadla, 1915–1918 Městského divadla v Plzni a v letech 1920 až 1959 (kromě let 1945–1947, kdy působil v Divadle pod Plachtou) hrál v souboru Divadla na Vinohradech. Dne 12. května 1923, v Praze na Smíchově, se oženil s Antonii Tyrpeklovou (1893–1974), se kterou měl dceru Evu (* 1924), a syna Jana. František Kovářík zemřel přesně v den svých 98. narozenin a je pohřben v Praze na Vyšehradském hřbitově.
V roce 1946 podepsal prokomunistické „Májové poselství kulturních pracovníků českému lidu!“ publikované před volbami do Národního shromáždění v květnu 1946. Tento manifest podepsalo celkem 843 kulturních pracovníků a komunisté volby vyhráli. V roce 1948 podepsal výzvu prokomunistické inteligence Kupředu, zpátky ni krok!, jež byla vydána dne 25. února 1948 na podporu komunistického převratu. V roce 1977 podepsal „Antichartu“. K jeho oceněním patří Řád práce, Řád Vítězného února a tituly zasloužilý i národní umělec.

## Divadlo
Za divadlem ho to táhlo od útlého mládí. Začínal hrát ochotnicky v Plzni. Když se rozhodl v sedmnácti jet do Ameriky, rodiče byli rádi, že snad zapomene na divadlo a najde si řádnou práci. Žil tam u svého vzdáleného bratrance, od něhož se měl naučit obchodním příručím, ale nejraději tam mezi českými ochotníky hrál divadlo pro krajany. Tou dobou tam vystupovala i naše budoucí významná operetní subreta Marie Zieglerová, jejímž tam byl partnerem. Mezi obyčejné lidi se dostal i po 1. světové válce, kdy mu půjčil jeho kolega a přítel Josef Skupa některé loutky a Kovářík s nimi objížděl republiku.
František Kovářík patřil mezi pokračovatele tradice českého lidového herectví. Přátelé mu říkali „boží člověk“ nebo dokonce „svatý muž“, protože byl nesmírně dobrý, laskavý a skromný. O svém životě napsal knihu Kudy všudy za divadlem (1982). Z divadelních rolí vynikl např. jako Luka (Maxim Gorkij: Na dně) nebo jako Lízal (Alois a Vilém Mrštíkové: Maryša).

## Citát
| „                   | Vzpomínám na režiséry, kteří ze mne kutali herce. Byli takoví, co dělali rámus, například Podhorský, a pak byli ti, kteří se nedali ničím vyprovokovat, ba ani rozčíleným hercem. K těm patřil třeba Jan Bor, František Salzer, Bohuš Stejskal, Gabriel Hart a samozřejmě také jiní – ti všichni mi otevírali oči. Dali mi hodně. Bez jejich pomoci, bez spolupráce s nimi si sebe jako herce snad ani neumím představit. | “ |
| — František Kovářík | |   |

## Film
První film, v němž František Kovářík hrál, byl němý Pan profesor, nepřítel žen, který se ovšem stejně jako některé další němé filmy nedochoval. Ve veselohře Dům na předměstí hrál potrhlého spiritistu, ve filmu Za ranních červánků ubohého podruha, v adaptaci Maryši Lízala. Zajímavá svou drobnokresbou je postava kořenáře z Pohádky máje. V první adaptaci Čapkova Hordubala hrál moudrého a se životem smířeného starého ovčáka.
Roku 1947 vytvořil Kovářík postavu Juraje Čupa z Čapkových povídek, kde se jde starý horal z Podkarpatské Rusi ve sněhové vánici udat z rozhodnutí vesnické rady jako vrah. Roli mlynáře sehrál v klasické pohádce Pyšná princezna. Mezi další postavy poválečné filmové tvorby patří proutkař z filmu Mikoláš Aleš, šašek z Bláznovy kroniky, ovčák z Údolí včel nebo Ďáblovy pasti či stařičký tatínek v televizním seriálu Byl jednou jeden dům. Proslul však zvláště jako profesor Hrbolek v klasické české komedii Marečku, podejte mi pero!. Pouze se mihl v další klasické komedii Na samotě u lesa jako zdravím kypící stařeček a otec Josefa Kemra. Naposledy se objevil ve filmu Faunovo velmi pozdní odpoledne. František Kovářík byl mistrem drobných rolí, v nichž přinášel lidem potěšení i útěchu. Hrál opravdově, realisticky, představované postavě se uměl plně oddat a hledal odpovídající gesta, masku, hlas.
František Kovářík vystupoval také v rozhlase a využívala ho i Československá televize, zvláště do rolí pohádek a povídek v cyklu Bakaláři.

## Divadelní role, výběr
- 1947 William Shakespeare: Sen noci svatojánské, Kdoulička, tesař, Divadlo na Vinohradech, režie Jiří Frejka

## Filmografie
němý film
- 1913 Pan profesor, nepřítel žen – role: holič
- Neznámé matky, 1921 – Janotův přítel
- Proč se nesměješ, 1922 – role neurčena
- Zlatý klíček, 1922 – zlatník
- Okovy, 1925 – lichvář
- Bludné duše, 1926 – soused Skůra
- Modche a Rezi, 1926 – Kicoler
- Román hloupého Honzy, 1926 – tulák Povondra a hráč karet na plese (dvojrole)

zvukový film
- 1931 Loupežník – role: dědeček kolovrátkář a kostelník (dvojrole)
- Před maturitou, 1932 – pacient tulák
- Dům na předměstí, 1933 – spiritista Šoltys
- Záhada modrého pokoje, 1933 – komorník Pavel
- Hej-Rup!, 1934 – role neuvedena
- Pokušení paní Antonie, 1934 – sluha Cyril
- Za ranních červánků, 1934 – Hukal
- Maryša, 1935 – Lízal, Maryšin otec
- Vzdušné torpédo 48, 1936 – člen Getteringovy bandy
- Hlídač č. 47, 1937 – hrobník Zuska, Ferdův otec
- Hordubalové, 1937 – bača Míšo
- Naši furianti, 1937 – krejčí František Fiala
- Srdce na kolejích, 1937 – hradlář František Borský
- Vyděrač, 1937 – Říha, tajemník ředitele Merhauta
- Soud boží, 1938 – obuvník Hejda
- Stříbrná oblaka, 1938 – dr. Trojan, rada v.v.
- Bílá jachta ve Splitu, 1939 – detektiv
- Její hřích, 1939 – Antonín, sluha u továrníka
- Studujeme za školou, 1939 – profesor Pírko
- Artur a Leontýna, 1940 – lichvář Fidrmuc
- Minulost Jany Kosinové, 1940 – divadelní kritik
- Pohádka máje, 1940 – stařík bylinkář
- Směry života, 1940 – chalupník Černý, Antonínův otec
- Preludium, 1941 – Zikmund, pasíř v divadle
- Přijdu hned, 1942 – zloděj psa
- Velká přehrada, 1942 – děda bylinkář
- Mlhy na Blatech, 1943 – překupník
- Jarní píseň, 1944 – nádražní zaměstnanec Trnka
- Rozina sebranec, 1945 – žebrák
- Řeka čaruje, 1945 – ředitel Ptáček
- Pancho se žení, 1946 – žalářník
- Hrdinové mlčí, 1946 – vrátný SS
- Čapkovy povídky, 1947 – vrah Juraj Čup, Marynin bratr
- Muzikant, 1947 – muzikant Zábranský, Růžin otec
- Nikola Šuhaj, 1947 – Adam Chrepta, Derbakův syn
- Týden v tichém domě, 1947 – trafikant Floriš Dlabač
- Bílá tma, 1948 – pilař
- O ševci Matoušovi, 1948 – chalupník Kykal
- Případ Z-8, 1948 – starý dělník
- Svědomí, 1948 – ředitel školy
- Posel úsvitu, 1950 – hodinář Heinrich
- Přiznání, 1950 – děda
- V trestném území, 1950 – správce hřiště
- Vstanou noví bojovníci, 1950 – farář
- Zocelení, 1950 – dělník Kolařík, Mariin otec
- Zvony z rákosu, 1950 – Pinkava
- Mikoláš Aleš, 1951 – Alšův strýc Tomáš Fanfule
- 1951 Milujeme – role: děd Vrubel
- Divotvorný klobouk, 1952 – vysloužilec Václav, krámský pomocník
- Nad námi svítá, 1952 – řidič mašinky
- Pyšná princezna, 1952 – mlynář
- Frona, 1954 – družstevník
- Jan Hus, 1954 – venkovský stařík
- Muzikanti, 1954 – učitel Eisenhut
- Hudba z Marsu, 1955 – soustružník Jindřich Kebort, Hanin děda
- Jan Žižka, 1955 – starý nevolník
- Psohlavci, 1955 – rychtář Kryštof Hrubý z Draženova
- Z mého života, 1955 – vesnický učitel
- Labakan, 1956 – rybář
- Legenda o lásce, 1956 – Bechzad, Ferchadův otec
- Holubice, 1960 – starý pán
- Ledoví muži, 1960 – řídící učitel
- Případ Lupínek, 1960 – průvodce Šnobl
- Stopy, 1960 – obecní posluha
- Ďáblova past, 1961 – pastýř ovcí
- Kde alibi nestačí, 1961 – starý pan Menšík
- Kde řeky mají slunce, 1961 – krajánek
- Kuřata na cestách, 1962 – děda včelař
- Neschovávejte se, když prší, 1962 – děda sadař
- Bláznova kronika, 1964 – šašek
- Místo v houfu, 1964 – děda Hovorka
- Poslední růže od Casanovy, 1966 – sluha Matyáš
- Kinoautomat Člověk a jeho dům, 1967 – děda
- Údolí včel, 1967 – ovčák
- V tunelu, 1968 – starý muž (pouze hlas)
- Hřích boha, 1969 – Pánbůh
- Pasťák, 1969 – starý učitel (tehdy nedokončený film)
- Velká neznámá, 1970 – stařec
- Honza málem králem, 1976 – děda
- Marečku, podejte mi pero!, 1976 – profesor Hrbolek
- Na samotě u lesa, 1976 – Komárek starší
- O Honzovi a Barušce, 1977
- Faunovo velmi pozdní odpoledne, 1983 – stařík

Role po roce 1970 nemusí být kompletní.

## Televize
- 1973 Bližní na tapetě (TV cyklus mikrokomedií Malé justiční omyly) - role: děda Kudrnka (12.příběh: Šprýmař)

## Rozhlas
- 1968 Moudrý zlatník, pohádka Boženy Němcové o zlatníku Radošovi a němé princezně Liběně. Hráliː Alfréd Strejček (zlatník), Růžena Merunková, Zdeněk Řehoř, Vladimír Hlavatý, Libuše Havelková, Karel Beníško, Karel Houska, František Kovářík, Jaroslava Pokorná, Světla Amortová, Jana Andresíková a Jaromír Spal, režie: Miloslav Disman.

## Divadelní osobnosti vzpomínají na Františka Kováříka
Alena Kožíková
- S Františkem Kováříkem jsem jako dítě z Dismanova souboru natáčela v rozhlase: všechny nás tehdy očaroval, viseli jsme mu na rtech, neustále jsme chtěli být s ním a plnili jsme každé jeho přání. Později mi při náhodném setkání v divadle podal ruku, podíval se mi do očí a jeho pohled vypovídal o laskavosti, dobrotě srdce, charakteru i otevřenosti. Vlastně tak působily i jeho postavy na jevišti. Přitažlivou lidskostí, jímavostí a srdečností navazoval kontakt s diváky. František Kovářík v těch postavách odrážel svůj prožitý život.[13]

Vladimír Hlavatý
- A potom zcela zvláštní kapitola: František Kovářík, moje velká láska. Strašně rád jsem poslouchal jeho fundované výklady východní filosofie Lao Tseho, Thákura, Gándhího, Konfucia a jiných. František Kovářík po létech jednou vzpomínal na naše začátky, kdy v komedii Potasch a Perlmutter hrál poseláka a já ještě jako student jakéhosi liftboye... A ještě jedna kováříkovská východní moudrost: „Odřekni si denně jednu příjemnost nebo dopřej jednu nepříjemnost, to sílí víc než jen svaly.“[14]

Miloš Nedbal
- S Františkem Kováříkem jsem se setkal ještě jako student, když jsem pilně navštěvoval Vinohradské divadlo. Upoutal mne a oblíbil jsem si ho od první chvíle, třebaže často hrál jen malé postavy. Byla v nich vždycky lidská hřejivost a nefalšovaná srdečnost. Když jsem se potom na Vinohradech stal roku 1938 jeho kolegou, poznal jsem, že to, co v jeho herectví je tak krásné, lidskost, srdečnost, opravdovost, nejsou jen vlastnosti postav, které vytvořil, ale že to vše vyplývá přímo z něho samého.[15]

Vladimír Menšík
- Většina herců, ale i režisérů a lidí kolem divadla, televize a filmu, mluví-li o Františku Kováříkovi, říká Kováříček. Nejde o zdrobnělinu, ale o téměř něžný vztah k našemu dnes nejstaršímu herci. Je zajímavé, že ani Jaroslavu Vojtovi neřekl nikdo jinak než Jaroušek, a srovnáte-li či zamyslíte-li se právě nad těmito dvěma herci, zjistíte, že mají společného jmenovatele: lidovost, mnohokráte znásobenou laskavostí. A to je nesmírně vzácná bylina.[16]

Lída Plachá
- Nezapomenu, jaký František Kovářík byl učitel. Jemu už tenkrát bylo šedesát let. Já jsem byla mladá pitomá holka. Co jsem věděla, co jsem znala? Dodnes si pamatuji, jak pečlivě se František Kovářík připravoval na každé představení. Hrát jeden den tu a druhý den jinde, mezitím různé transporty, to nebyla žádná legrace ani pro ty mladší. Sledoval nás s otcovskou péčí.[17]